# Gibbaranea ullrichi
Gibbaranea ullrichi is een spinnensoort uit de familie wielwebspinnen. Deze spin komt voor in Europa, Rusland en Centraal-Azië. De soort werd in 1835 wetenschappelijk beschreven.